# Xã Eastern, Quận Knox, Nebraska
Xã Eastern (tiếng Anh: Eastern Township) là một xã thuộc quận Knox, tiểu bang Nebraska, Hoa Kỳ. Năm 2010, dân số của xã này là 262 người.